# Franz Visintini
Franz Visintini (* 3. Juli 1874 in Wien; † 13. Mai 1950 ebendort) war ein österreichischer Bauingenieur.

## Leben
Franz Visintini soll das Eidgenössische Polytechnikum in Zürich besucht haben und arbeitete danach bei einem Architekturbüro, welches sich auf Bankgebäude spezialisiert hat, wo er Eisenkonstruktionen entwarf.
Im Jahr 1901 machte er sich selbständig und übernahm mit dem Gesellschafter Georg Weingärtner die Verwertung der Siegwart’schen Patente für Belgien, Deutschland, Frankreich und Österreich. Er entwarf Eisenbetonbauten und spezialisierte die Ausführung von Siegwart’schen Hohldeckenbauten. 1902 trat er mit dem mehrfach patentierten (US-Patent 1903) Eisenbetonfachwerkträger an die Öffentlichkeit und gründete das Ingenieurbüro Visintini & Weingärtner. Er ließ in zahlreichen europäischen Städten Belastungsproben vom Visintini-Balken vornehmen und präsentierte den Fachwerkträger im Rahmen von Lichtbildvorträgen. 1904 verlegte er das Zentralbüro nach Dresden-Blasewitz. 1905 schied Weingärtner aus der Firma aus. 1906 kehrte er nach Wien zurück.
Ab 1907 studierte Visintini als ao. Hörer und nach der Matura an der deutschen Staatsrealschule in Karolinenthal bei Prag von 1908 bis 1911 als o. Hörer an der Technischen Hochschule Wien. Visintini war auch politisch engagiert, er trat bei den Reichsratswahlen 1911 als deutschfreiheitlicher Kandidat in Wien an und wurde 1913 Bezirksrat in Döbling.
Im Ersten Weltkrieg war Visintini als Baugruppenkommandant tätig und leitete mehrere größere Brückenschläge.
1922 setzte er sein Studium an der Bauingenieurschule der Technischen Hochschule fort, er machte 1923 die I. und die II. Staatsprüfung  und wurde 1924 mit der Dissertation Der Eisenbetonfachwerkträger System Visintini. zum Dr. techn. promoviert.
Vintisini wurde vom Pionier des Stahlbetonbaus Rudolf Saliger gefördert. Sein System kam anfangs bei Deckenkonstruktionen im Hochbau und später auch beim Brückenbau zur Anwendung.

## Realisierungen

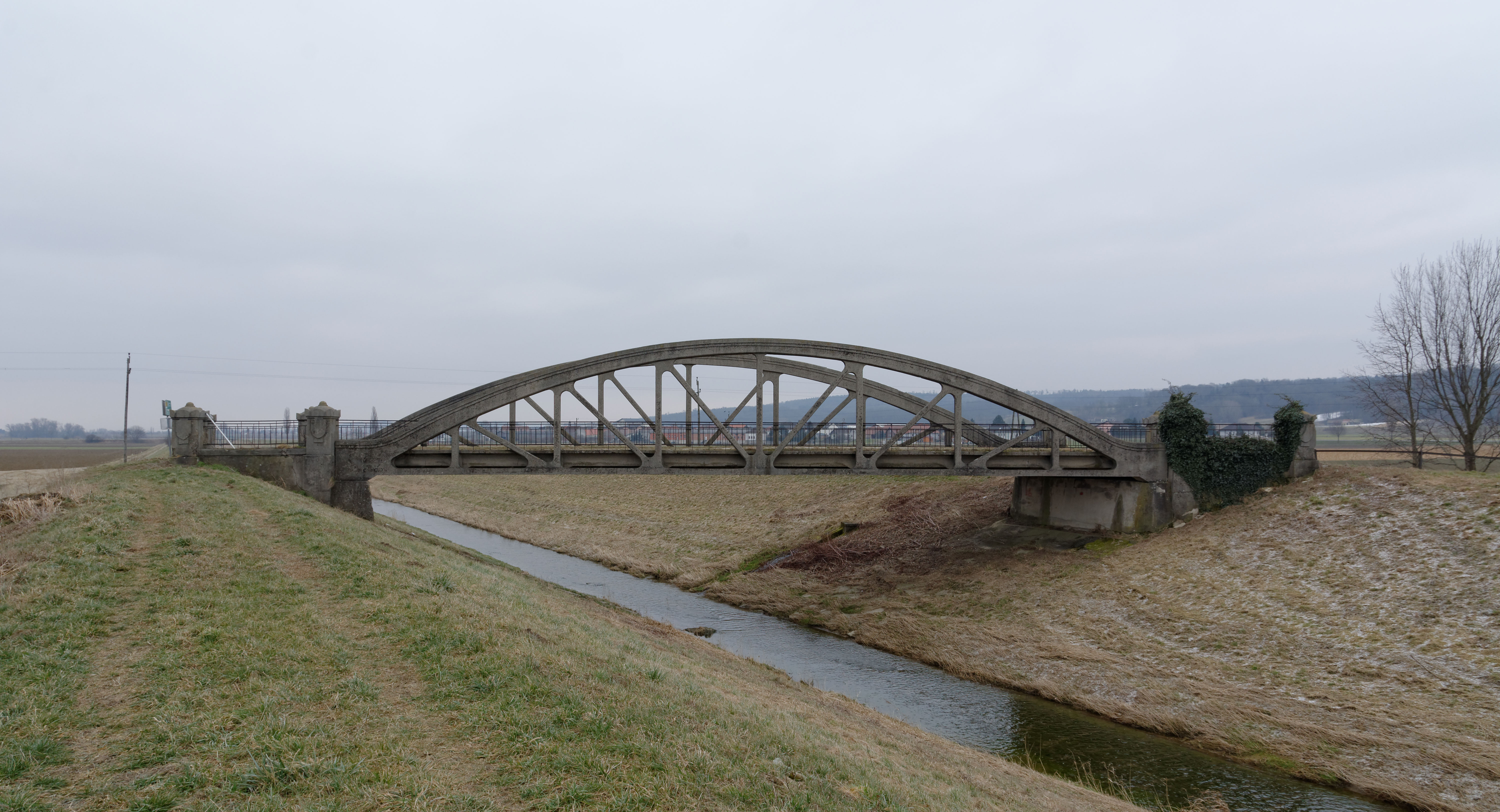
Brücke über den Perschlingkanal in Würmla

- 1926/1927 Brücke in Oberwaltersdorf
- 1927 Brücke in Pottenstein in der Verlängerung der Weißgärberstraße, von Visintini und Buhl, generalsaniert 1989.[1]